# Schloss Wolframs-Eschenbach
Das Schloss Wolframs-Eschenbach ist ein Schloss des Deutschen Ordens westlich des Liebfrauenmünsters von Wolframs-Eschenbach im mittelfränkischen Landkreis Ansbach in Bayern.
Die Anlage wird unter der Aktennummer D-5-71-229-64 in der Bayerischen Denkmalliste geführt.

## Geschichte
Der Deutsche Orden fasste erstmals um 1220 in Eschenbach Fuß. Als eigene Komturei erscheint Eschenbach aber nur zwischen 1253 und 1306 in den Quellen, ab spätestens 1315 wurde die dortige Niederlassung vom Nürnberger Haus des Deutschen Ordens verwaltet. 1332 erhielt der Orden das kaiserliche Privileg, Eschenbach zur Stadt zu erheben. In der Folge wurde der noch heute erhaltene Befestigungsring um die Stadt gebaut. Da die Deutschordensmeister nicht mehr in dem benachbarten, auch „Fürstenherberge“ genannten Gasthof absteigen wollten, wurde zwischen diesem und dem Liebfrauenmünster 1623 ein neues Schlossgebäude errichtet. Nach dem Übergang der Markgrafschaft Ansbach 1791 an Preußen verlor der Deutsche Orden 1796 seine Stellung als eigenständiger Landesherr. 1809 wurde der Orden ganz aufgehoben, wodurch auch seine Grundherrschaft ein Ende nahm. Seit 1859 befindet sich die Stadtverwaltung im ehemaligen Schloss.

## Beschreibung
Das Deutschordensschloss besteht aus einem dreigeschossigen Zweiflügelbau mit Walmdach und Schweifgiebel. Im Winkel zwischen beiden Flügeln steht ein Treppenturm mit Renaissanceportal und Haubendach. Das Schlossgebäudes von 1623 bildet mit seiner repräsentativen Natursteinfassade den Südflügel. Die Fensterformen in der Südfront variieren auffallend. Den drei Fenstern im Erdgeschoss folgen in den nächsten beiden Stockwerken jeweils zwei Doppelfenster. Im ersten Dachgeschoss befinden sich zwei ovale Fenster, während unter dem Giebel noch ein kleines, rundes Fenster eingefügt ist. An den Südecken springen im ersten Stockwerk mehreckige Erkertürme hervor, die mit einer Zwiebelhaube bekrönt sind. Im oberen Bereich der Fassade ist mittig ein Relief mit dem Kreuz des Deutschen Ordens und dem Wappen des Hochmeisters Erzherzog Karl von Österreich (1618–24) angebracht. Darunter befinden sich noch die kleineren Wappen des fränkischen Landkomturs Johann Eustach von Westernach (1618–25) und des Nürnberger Hauskomturs Caspar Moritz von Thürheim (1620–24). Zudem weist eine Gedenktafel darauf hin, dass hier 1704 zweimal Kaiser Joseph I. abgestiegen ist.
Die ehemalige Zehntscheune bildet den Ostflügel des Gebäudekomplexes. Dieser dreigeschossiger Satteldachbau ist dendrochronologisch datiert auf die Jahre 1594/96.

## Vorangegangene Nutzung des Geländes
Im Hof des Deutschordensschlosses wurden beim Bau der Rathauserweiterung 24 Bestattungen des Mittelalters und der frühen Neuzeit ergraben. Schläfenringe datieren einige Bestattungen noch in das 8. Jahrhundert. Ein Zusammenhang mit dem Schloss besteht dabei nicht.